# Николай (Хадзиниколау)
Митрополит Николай (греч. Ο Μητροπολίτης Νικόλαος, в миру Нико́лаос Хадзиникола́у, греч. Νικόλαος Χατζηνικολάου; родился 13 апреля 1954, Салоники, Греция) — епископ Элладской православной церкви; митрополит Месогеи и Лавриотики (с 2004).

## Биография
Родился 13 апреля 1954 года в городе Фессалоники. Изучал физику в университете города Салоник. После окончания военной службы продолжил учебу в Гарварде и Массачусетском технологическом институте (США), где получил степень магистра и доктора (Ph.D).
Работал как исследователь и научный сотрудник в лаборатории сосудистых заболеваний в New England Deaconess Hospital в США. Был научным сотрудником Национального космического агентства США (НАСА) и компании Arthur D. Little. Преподавал в университетах Гарварда и Массачусетского технологического института, в школе медицины, в медицинской школе Университета Крита. Изучал богословие в Духовной школе Святого Креста в Бостоне (США) и получил звание действительного студента богословского факультета университета города Салоник.

### Церковное служение
Исполнял должность директора Центра биомедицинской этики, а также председателя Синодального комитета по биоэтике Элладской православной церкви. Им написана самая популярная в Греции книга по православному взгляду на проблемы биоэтики.
18 марта 1989 года пострижен в монашество в монастыре Конитсис (греч. Ιερά Μονή Στομίου Κονίτσης) и в тот же день был рукоположён во диакона.
10 сентября 1989 года рукоположён во священника. Позже поступил в монастырь Симонопетра на святой горе Афон. С 1990 по 2004 год занимал пост настоятеля Вознесенского подворья (греч. Μετόχι της Αναλήψεως) монастыря Симонопетра в городе Виронас.

### Епископское служение
26 апреля 2004 года Синодом Элладской церкви избран митрополитом Месогейским и Лавриотикским. 30 апреля 2004 года архиепископом Афинским и всея Эллады Христодулом в кафедральном соборе Афин хиротонисан в сан епископа. 26 июня 2004 года в Успенском соборе прошёл чин его интронизации. Это второй митрополит Месогейский и Лавриотикский после митрополита Агафоника и сто семнадцатый митрополит от апостола Павла.
В феврале 2005 года после ухода бывшего митрополита Аттикского Пантелеимона (Безенитиса) был назначен наместником Аттикской митрополии. 11 марта 2009 года в письме на имя Священного синода митрополит Николай просил об отставке с должности временного управляющего Аттикской митрополией. Требование отставки было знаком протеста против спорного решения суда Священного синода, за день до которого семью голосами против пяти Синод постановил, что нет никаких оснований для обращения к церковному суду бывшего митрополита Аттикского Пантелеимона, который к тому времени отбывал наказание за хищение крупной суммы денег из монастыря святого Ефрема в Неа Макрис (греч. Ιερά Μονή Οσίου Εφραίμ Νέας Μάκρης).
В связи с народными волнениями в Греции в июне 2011 года высказал мнение, что Элладская православная церковь должна быть ближе к народу, а народное движение должно вырасти в революцию.
В декабре 2011 года в период нахождения в тюрьме настоятеля Ватопедского монастыря архимандрита Ефрема (Кутсу) оказывал ему необходимую поддержку.